# Pînzăreni
Pînzăreni è un comune della Moldavia situato nel distretto di Fălești di 1.393 abitanti al censimento del 2004

## Località
Il comune è formato dall'insieme delle seguenti località (popolazione 2004):
- Pînzăreni (1.316 abitanti)
- Pînzărenii Noi (77 abitanti)